# 4951 Iwamoto
4951 Iwamoto је астероид главног астероидног појаса чија средња удаљеност од Сунца износи 2,256 астрономских јединица (АЈ).
Апсолутна магнитуда астероида је 13,4.